# Poczta Główna w Toruniu
Poczta Główna w Toruniu – zespół zabytkowych budynków pocztowych, wzniesionych w stylu neogotyckim w Toruniu.

## Lokalizacja
Poczta znajduje się w zachodniej części Zespołu Staromiejskiego, przy Rynku Staromiejskim 15.

## Historia

### Pierwszy budynek pocztowy
Gdy w 1703 roku podczas szwedzkiego oblężenia zniszczeniu uległy średniowieczne kamienice przy zachodniej pierzei Rynku Staromiejskiego, na ich miejscu postawiono nowe kamienice typu pałacowego (tzw. pałace miejskie, palazzo). Mieszkali w nich m.in. burmistrzowie miasta: Hermann Russop, czy Samuel Luther Geret. Budynek należący do tego drugiego nazywano Pałacem Gereta.
Działka, na której obecnie znajduje się główny urząd pocztowy, niemal do końca XIX wieku zajmowana była przez dwa oddzielne budynki. W części południowej, od strony kościoła ewangelickiego (obecnie katolicki kościół św. Ducha), już w latach 90. XVIII wieku odnotowano funkcjonujący dom weselny oraz gospodę „Pod Białym Orłem”. W roku 1807 budynek przekształcono w „Hôtel de Varsovie”, który z kolei osiem lat później przemianowano na „Hôtel de Sanssouci”. Do dużej przebudowy doszło w latach 60. XIX wieku.
Położony na północ od budynku hotelowego Pałac Gereta, został w 1818 roku odkupiony przez magistrat z przeznaczeniem na urząd pocztowy miasta Torunia. Z uwagi na geopolityczne położenie miasta, urząd otrzymał status poczty klasy pierwszej (tzw. pocztamt). Był to nawiązujący do architektury klasycyzmu dwukondygnacyjny gmach o zabudowie kalenicowej. Mieścił pokoje do segregowania i składowania różnego rodzaju przesyłek, paczek oraz listów, jak również mieszkanie poczmistrza i pomieszczenia dla pozostałych pracowników. Na zapleczu znajdowały się budynki gospodarcze, wozownia i stajnia dla dyliżansów pocztowych.

### Budowa nowej poczty niemieckiej
Na samym początku lat 80. wyburzono dawny budynek poczty, z zamiarem postawienia na jego miejscu nowego gmachu. Architektem był pochodzący z Hanoweru profesor berlińskiej Wyższej Szkoły Technicznej Johannes Otzen. Trwającą trzy lata budowę rozpoczęto w 1881 roku. Według jego projektu powstał na planie litery U siedmioosiowy gmach o trzech kondygnacjach. Budynek został zwieńczony dużym dwuspadowym dachem z rozbudowanymi mansardami zasłoniętymi schodkowymi szczytami. Wejście znajdowało się w skrajnej północnej osi budynku i, poprzez niewielki trójprzęsłowy korytarzyk, prowadziło do głównego pomieszczenia nazywanego „salą operacyjną” (die Schalter-Halle). W sali tej znajdowały się stanowiska wydawania i przyjmowania przesyłek (po przeciwnych stronach pomieszczenia). Dwa prostopadłe do frontu budynku skrzydła miały układ amfiladowy – tworzyły ciąg pomieszczeń, zarówno na parterze, jak i na piętrach. Na wyższych kondygnacjach mieściły się biura. Południowe skrzydło kończyła (od zaplecza) klatka schodowa ze stylizowaną wieżyczką zwieńczona ośmiokątnym spiczastym dachem z ozdobnym kwiatonem z chorągiewką.

### Rozbudowa
Pod koniec lat 80. Cesarska Naddyrekcja Poczty (Kaiserlische Ober-Postdirektion) wykupiła sąsiedni budynek hotelowy, należący wówczas do Carla Plenza. Początkowo planowano dostosowanie istniejących zabudowań do potrzeb rozrastającego się urzędu pocztowego, jednak ostatecznie pomysł ten zarzucono. W 1891 roku dawny hotel rozebrano, a w kolejnym roku w maju w Urzędzie Policji Budowlanej złożono projekt rozbudowy autorstwa A. Brocka, który zakładał powstanie południowego skrzydła z wieżą telegraficzną. Nowa część budynku pod względem stylistycznym została całkowicie podporządkowana istniejącemu dotąd urzędowi pocztowemu – po rozebraniu południowego szczytu przedłużono linię dachu, a także wszystkich fryzów. W liczącej kolejnych sześć osi południowej części, powtórzono również wykrój okien, a całość zwieńczono identycznym schodkowym szczytem. Jedynym wyraźnie nowym elementem była wspomniana wcześniej wieżyczka telegraficzna. Jej murowana część zamknięta dachem namiotowym mierzyła 17 metrów od linii okapu dachu (4 metry od kalenicy). Całość zwieńczona była ozdobną metalową konstrukcją z czterospadowym daszkiem, na którym zamontowano dwie iglice. Wbrew pierwotnym planom, wieża powstała w południowym narożniku fasady głównej, a w osi środkowej elewacji bocznej.
Na podstawie tego samego projektu wzniesiono kolejne budynki na zapleczu głównego gmachu, wypełniające działkę aż do ulicy Piekary. W budynku przy ul. Piekary mieści się obecnie punkt filatelistyczny oraz nadawania paczek.

### Dalsza historia
W 1910 roku w urzędzie pocztowym wybuchł pożar, który strawił znaczną część dachu. Szkody naprawiono jeszcze w tym samym roku.
W latach 20. znajdujące się na ozdobnych ocynkowanych tarczach wizerunki pruskiego orła przemalowano na godło Polski, natomiast napis Kaiserlisches Postamt na gzymsie na Poczta.
W trakcie II wojny światowej uszkodzona została wieżyczka telegraficzna, którą zaraz po wojnie rozebrano do poziomu gzymsu. Renowację budynku Poczty Głównej przeprowadzono w 1992 roku.
5 października 2019 roku na ściennie frontowej poczty odsłonięto tablicę upamiętniającą obrońców Poczty Polskiej w Gdańsku.

## Dekoracje

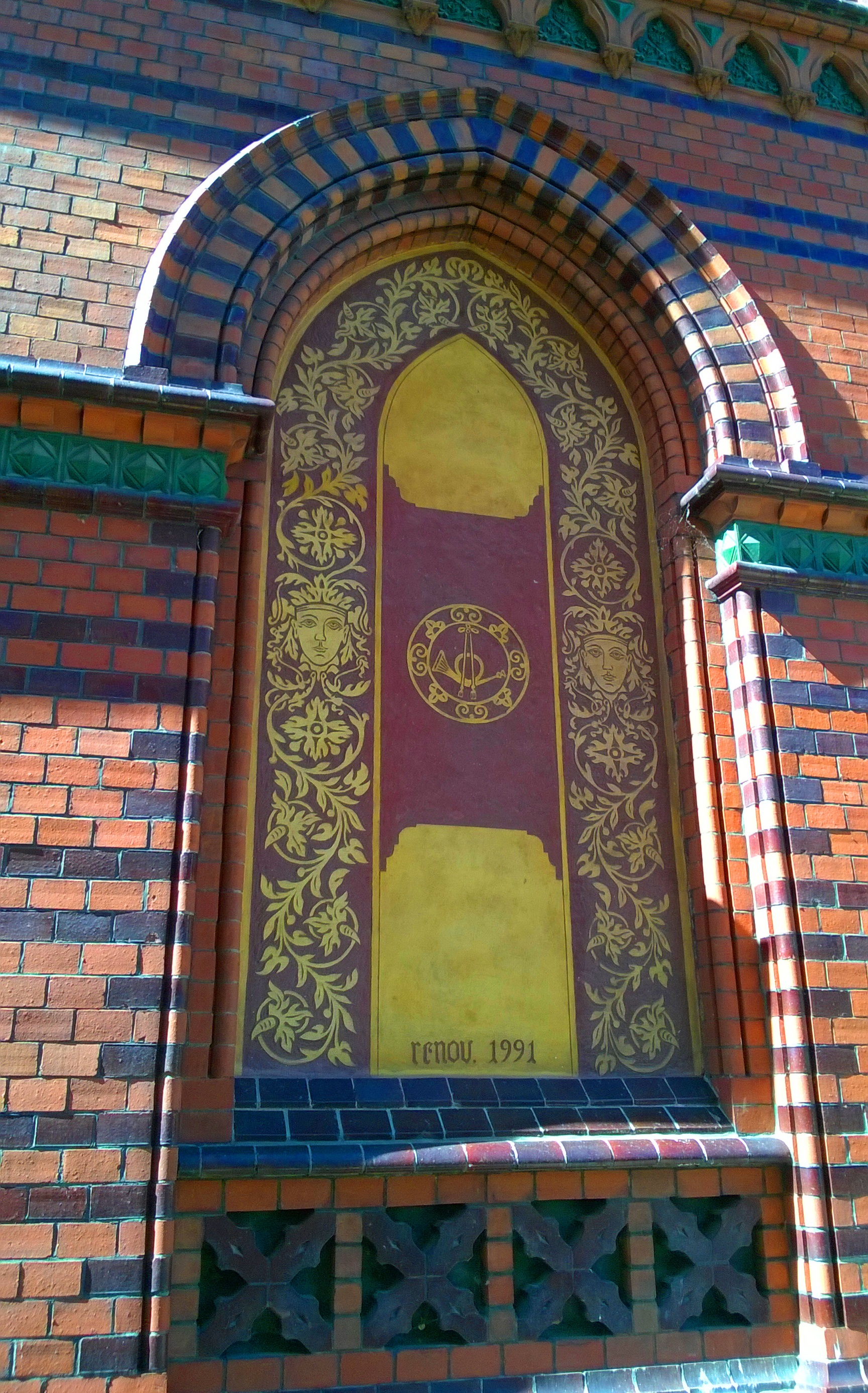
Blenda wypełniona dekoracją

Budynek poczty jest bogato zdobiony, zgodnie z wytycznymi stylu neogotyckiego. Drzwi wejściowe, zarówno północne, jak i południowe zwieńczone są portalami. Liczne tynkowane blendy imitują witraże; niektóre pokryte są dekoracjami sgraffitowymi z motywami roślinno-geometrycznymi (elewacje południowa i zachodnia). Duża wnęka w południowej elewacji była pierwotnie oknem wychodzącym na działkę przykościelną, jednak w wyniku sprzeciwu pastora zostało ono zabudowane. Całość pokryto roślinnym ornamentem oraz niezachowanym do dziś niemieckim napisem „Jeden uważa, drugi rozśmiesza, trzeci potwierdza, a ja nic nie widzę”. W wielu miejscach, m.in. w obramieniach okien, wykorzystano dwie barwy glazurowanych cegieł (czerwone i zielone). Okna pierwszego piętra zdobione są dekoracjami maswerkowymi – ostrołukami z trójliściem oraz rozetą z czwórliściem. Fasady poprzecinane są przez kilka równoległych rzędów fryzów. Powyżej okien przyziemia są to fryzy arkadowe, nad oknami I piętra floralne, nad oknami II piętra fryzy romboidalne i ząbkowe, zaś ponad portalami fryzy diamentowe.